# Rytíř Chrupželezo aneb Poslední z paladinů
Rytíř Chrupželezo aneb Poslední z paladinů (ve francouzském originále Croquefer, ou le Dernier des paladins) je parodická opereta – autorské žánrové označení je „opérette bouffe“ – o jednom dějství francouzského skladatele Jacquese Offenbacha na libreto Étienna Tréfeua a Adolpha Jaima mladšího. Premiéra se konala 12. února 1857 v pařížském divadle Théâtre des Bouffes-Parisiens.

## Vznik
Jednoaktová buffo opereta Rytíř Chrupželezo aneb Poslední z paladinů vznikla na přelomu let 1856 a 1857 jako novinka pro karnevalové období v divadle Bouffes-Parisiens. Majitel, ředitel a hlavní autor tohoto divadla Jacques Offenbach v ní poprvé spojil síly se dvěma libretisty, se kterými měl spolupracovat ještě mnohokrát. Adolphe Jaime zvaný Jaime mladší (vl. jm. Louis-Adolphe Gem, 1825–1901) v letech 1857–1859 spolupracoval s Offenbachem na několika dílech: Dragonette, Slečna v loterii, Zázračná dítka a zejména první verze Genovefy z Brabantu; tím však spolupráce skončila a Jaime mladší psal pro jiné autory, z nichž měly úspěch zejména Doktor Faust mladší a Skotský trůn pro Hervého a Stříbrný zvonek pro Léona Vasseura. Étienne Tréfeu (vl. jm. Étienne-Victor Tréfeu de Tréval, 1821–1903) zůstal Offenbachovi věrný a napsal pro něj ještě řadu děl, většinou ve spolupráci s Charlesem Nuitterem, i když se jednalo vesměs o drobná díla nebo úpravy.

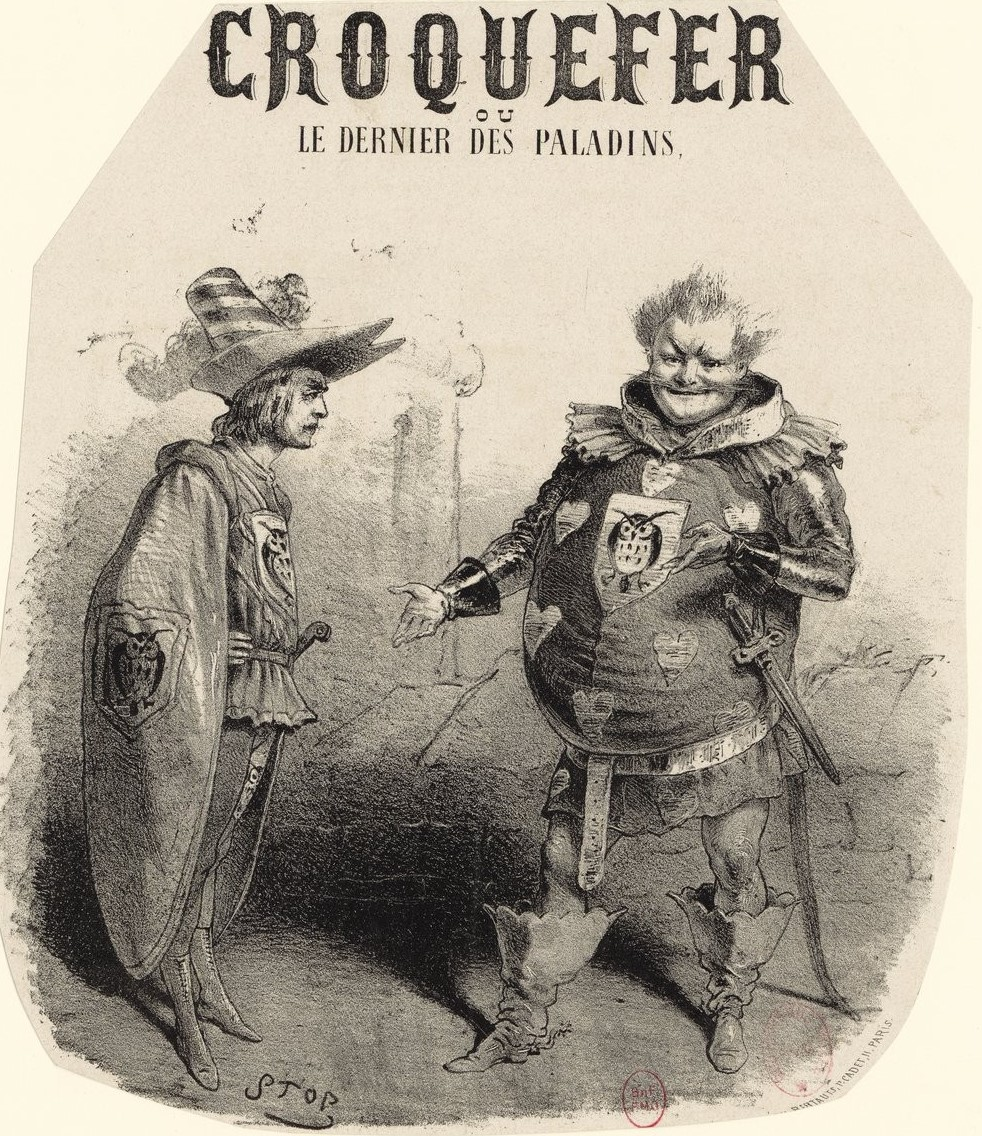
Léonce jako Boutefeu a Étienne Pradeau jako Croquefer v premiéře Rytíře Chrupželeza

Po téměř velkooperní vážnosti výpravné operety Tři ďáblovy polibky se zde Offenbach vrací k parodické grotesce ve stylu Dvou slepců, Ba-ta-clanu nebo Tromb-al-ca-zara. Jde o jeho první dílo zasazené do dávnější historie, totiž do středověku – dějištěm je hradební ochoz (původní název kusu měl být La Tour du Nord, tj. Severní věž) a protagonisté jsou středověcí válečníci. Současně se v této grotesce odvážil přezkoušet hranice divadelní licence udělené Bouffes-Parisiens, podle níž se směly hrát jen kusy nejvýše čtyřmi mluvícími postavami. Libretisté k nim přidali pátou, bývalého křižáka Mousse-à-morta, který v bojích se Saracény přišel o různé části těla včetně jazyka, a proto se na jevišti dorozumívá pomocí psaných tabulek (podobnými způsoby obcházela omezení licence již pařížská divadla v 18. století). Na hru přistoupil i skladatel: v kvintetu, který je dramatickým vyvrcholením komedie, přispívá Mousse-à-mort jen neartikulovanými zvuky. Jednalo se o průhledný trik, ale úřady za něj divadlo nepopotahaly, zřejmě proto, aby se nezesměšnily (premiéře byl prý přítomen sám odpovědný státní ministr Achille Fould, který se vzhledem k reakci obecenstva rozhodl raději neintervenovat). Oproti některým tradovaným vyprávěním však nenásledovalo uvolnění pravidel – trvalo ještě rok, než bylo pro díla hraná v Bouffes-Parisiens zrušeno omezení počtu postav.
Bezprostřední úspěch u obecenstva byl mimořádný, Chrupželezo se ihned stal jedním z nejžádanějších kusů na repertoáru Bouffes-Parisiens. Na masopustní úterý muselo být od pokladen divadla z nepořízenou posláno na pět set lidí. O nadšení hovoří i dobové recenze v tisku, proto je překvapivé tvrzení operního slovníku Clément et Larousse, že „Chrupželezo se jevil nezáživným a málo rozesmál obecenstvo.“
U kritiky libreto nalezlo své příznivce i odpůrce. Benoît Jouvin, recenzent listu Le Figaro, psal: „Buď se hrubě mýlím, nebo je středověká opera Chrupželezo tou nejušlechtilejší extravagancí, neuspořádanou notou lidského veselí.“ Horlivě nadšenou kritiku zveřejnil recenzent hudebního časopisu Le Ménéstrel píšící pod pseudonymem Galoppe d'Onquaire: „Smáli jsme se po celou hodinu, div jsme si nenatrhli slezinu. […] Autoři, tj. básníci a skladatel, zaseli do tohoto díla všechnu svou vervu, veselí a živost; ale všichni tři mají zásoby a nemusíme se bát, že by tato bláznivá útrata vyprázdnila jejich pokladny; […] Offenbach […] je Rotschildem žánru: je zvyklý vidět akcie jen stoupat.“ Zato recenzent Revue et gazette musicale de Paris litoval, že Offenbach mařil „svou nejkouzelnější hudbu, svou nejbohatější a nejdráždivější inspiraci na tuto obhroublou a chorobnou slátaninu“. Hudba se od recenzentů dočkala jednoznačné chvály. Komický kvintet „je ta nejlepší hudební bufonérie, jaká byla napsána za hodně dlouhou dobu,“ možná od Italky v Alžíru, a už jen postilionův kvapík „nutí mé pero křepčit po papíře“, psal Benoît Jouvin. „Offenbach je dnes jediným skladatelem, který zná tajemství oné opery buffy tak drahé Italům 18. století. Jeho partitura Chrupželeza je nepochybně to nejživější, nejduchaplnější, nejbláznivější a nejoriginálnější, co dosud napsal.“ Souhlasil s ním recenzent Revue et gazette musicale: „Partitura Chrupželeza je prostě nejúplnější a nejpovedenější, jakou Offenbach předvedl od otevření svého divadla. Neobsahuje jediné číslo, které by nebylo možné citovat s chválou.“
Opačný názor přinejmenším části intelektuální elity vyjádřili ve svém deníku bratři Edmond a Jules Goncourtovi (vztahovalo se k repríze roku 1862): „Slyšel jsem v Bouffes-Parisiens Croquefera: neuvěřitelný kus bláznovství, nejpitomější hru, jakou jsem kdy viděl, sestávající téměř výhradně z extempore herců, která neměla nejmenší souvislost s tím, co hrají. Nikdy jsem neměl lepší příležitost učinit si úsudek o mozcích oněch hejsků, kteří plní tento sál.“
Bouffes-Parisiens uvedly nové nastudování Chrupželeza roku 1862. Protože omezení počtu postav mezitím padla, bylo dílo doplněno o některé sbory, což mělo usnadnit i recepci díla mimo Francii.
Offenbach se k parodii středověkých rytířských témat vrátil ve větším rozsahu ve svém druhém celovečerním díle, opéra bouffe Genovefa z Brabantu, která na Chrupželeza v lecčems navazuje; libreto Genovefy ostatně napsali tíž libretisté Tréfeu a Jaime mladší.

## Charakteristika

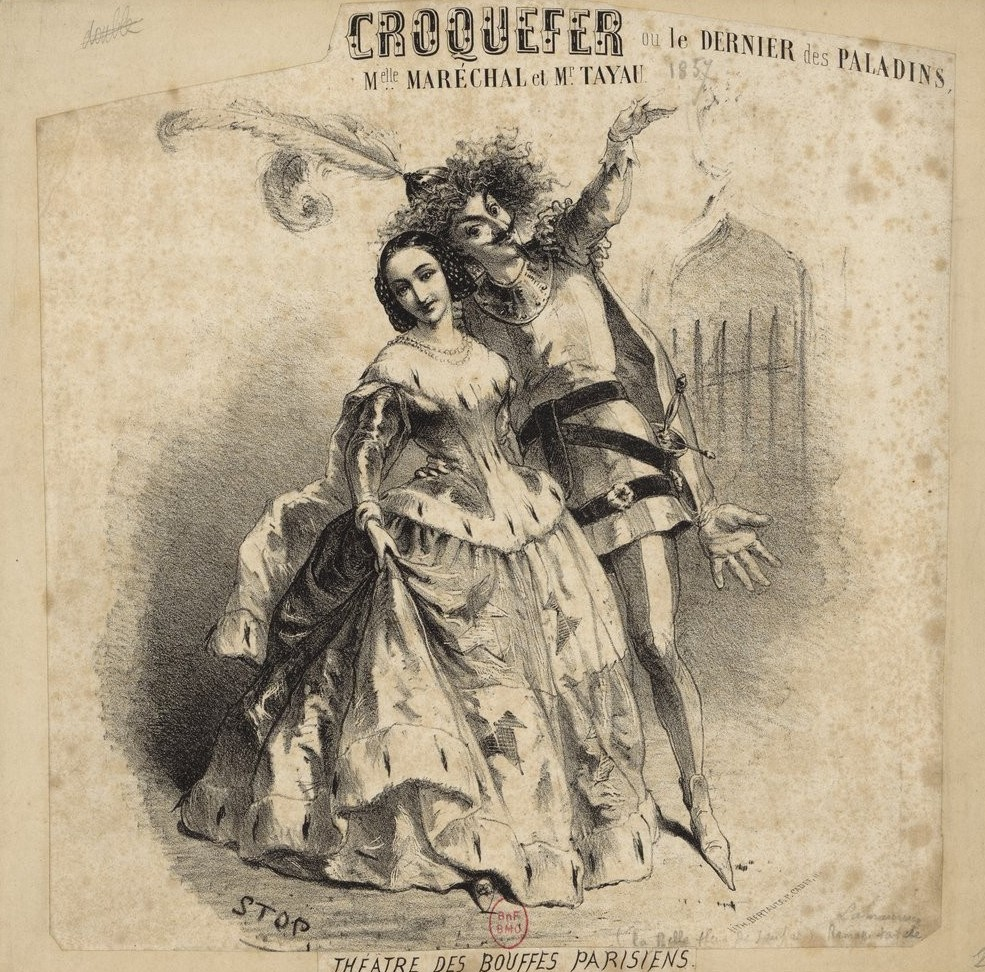
Scéna z Rytíře Chrupželeza – mladý rytíř Ramasse-ta-Tête chce utéci s princeznou Fleur-de-Soufre na ples pařížské Opery. První představitelé obou rolí, Marie-Aurélie Mareschalová a Henri Tuyau

Od konce 18. století se jako jeden z nejoblíbenějších námětů romantismu prosadil kult středověku a rytířství (například v dílech Waltera Scotta), který však zejména v divadle postupně stylově upadal; po polovině 19. století už byly „rytírny“ považovány za pokleslý a překonaný žánr. Už v první polovině 19. století ostatně na středověkou módu reagovaly různé parodie; například v německém prostředí byla oblíbená komedie Roderich und Kunigunde, „dramaticko-hudební galimatyáš“ Ignaze Franze Castelliho z roku 1807 (již někteří recenzenti připomínali při hodnocení inscenací Chrupželeza ve Vídni), v českém prostředí se trvalé popularitě těšila veselohra Karla Simeona Macháčka Ženichové z roku 1824. Takový „výsměch sešlému rytířství“ (slova teatrologa Kurta Gänzla) je i námětem Chrupželeza. Clémentův a Laroussův operní slovník ve spojitosti s touto operetou poukazuje na inspiraci parodickou písní o středověkém rytíři Le Sire de Framboisy (text Ernest Bourget, hudba Laurent de Rillé) z roku 1855, kterou se proslavil kabaretní komik a zpěvák Joseph Kelm (1805–1882), blízký spolupracovník Hervého a první představitel Ksmrtivrza v Offenbachově groteskní operetě Ojajaje aneb Královna ostrovů.
Rytíř Chrupželezo aneb Poslední z paladinů je podle českého Offenbachova životopisce Miroslava Šulce „drastická fraška“, první dějepisec Bouffes-Parisiens Albert de Lasalle ho nazývá „fantaisie abracabradante“. Už sám název je parodický, stejně jako jména postav: Croquefer (zhruba Chrupželezo), Boutefeu (Zápalný knot), Ramasse-ta-Tête (Seber si svou [useknutou] hlavu), Mousse-à-mort (Rozdrcený na smrt) a Fleur-de-Soufre (Sirný květ) a jejich charakteristiky („rytíř bez bázně a studu“, „neúplný rytíř“…). Jeff Clarke, který inscenoval Chrupželeza roku 2015, přirovnává jeho humor k Rabelaisovi na jedné straně a k montypythonovskému muzikálu Spamalot nebo seriálu Černá zmije na straně druhé; příbuznost s Monty Pythonem připomíná i teatrolog Laurence Senelick. Žerty jsou často drastické – popis a ztvárnění bitevních zranění Mousse-à-morta byly přirovnávány až k Tarantinovi – a dostávají se na okraj vkusu při dramatickém vyvrcholení, kdy všichni hrdinové po požití projímadla spěchají vykonat svou potřebu, přičemž hudba pomocí výbuchů žesťů a glisand smyčců ilustruje jejich fyziologické pochody. Jeden z dobových recenzentů přirovnal dovednost, s jakou Offenbach dokáže hudbou vystihnout následky požití projímadla, k dovednosti, s jakou Beethoven dokázal ve své Pastorální symfonii napodobit zpěv skřivana.
Ač se co do děje jedná vlastně o frašku, podle Miroslava Šulce se od běžných hudebních grotesek té doby liší hudební vervou. Už dobové kritiky, které se v názoru na libreto rozcházely, chválily hudbu jednohlasně. I k Offenbachovi obecně skeptický Clémentův a Laroussův operní slovník hudební stránku této komedie chválil: „Impresário-skladatel napsal partituru, jak se říká, con amore. Obsahuje příjemné motivy [a] propracovanou instrumentaci […].“ Jeden z moderních kritiků, Bruno Peeters, považuje partituru za nevyrovnanou; už předehru označuje jako „bezvýznamnou“. Dobový recenzent na ní oceňoval přechod od chmurné gotiky přes rokoko až k modernímu kvapíku. Méně zaujalo i první zpěvní číslo, úvodní Chrupželezova balada s výrazovým stylem měnícím se „od plačtivého tónu přes rezignující melancholii až k upjaté hrdosti“ (M. Šulc), podkreslující text plný slovních hříček a zabíhající do absurdity. Následující mužský tercet v rytmu polky rovněž nebyl zvláště oceňován.
Zato efektním číslem je široce koncipovaný parodický duet mladého páru o pařížské Opeře. V úvodní části si milenci vyznávají lásku za pomoci citací nejhranějších velkých oper té doby – velkého milostného duetu z 4. dějství Hugenotů, árie Isabelly z 4. dějství Roberta ďábla, finále 1. dějství ze Židovky a závěrečného duetu z Favoritky; text humorně vyostřuje příbuzné situace nebo jim naopak protiřečí. Následuje kuplet mladého rytíře popisující nadšeně pařížskou Operu, mimo jiné za použití reklamního sloganu používaného iluzionistou Louisem Comtem pro své divadlo v pasáži Choiseul, které Offenbach roku 1855 převzal pro Bouffes-Parisiens. Podle jeho popisu se na plese v Opeře tančí „decentní kankán“; kankán byl tehdy považován za zjevně nemravný tanec a je to mimochodem jediná přímá zmínka o tanci tohoto jména v celém Offenbachově díle: i když je kankán spojován s jeho jménem, on sám tak žádnou svou melodii nenazval. Poslední částí je duetu je energický a rozverný „postilionův kvapík“ – který naopak už dobový tisk označoval za „kankán“ a který je předchůdcem slavného kvapíku či „kankánu“ z Orfea v podsvětí.
Oceňovány jsou rovněž následující pijácká píseň a především zmíněný vynalézavý kvintet všech postav, který tvoří vrchol partitury. Finále je krátké a především v něm všechny postavy opakují „postilionův kvapík“, umožňující taneční extempore, čímž celá opereta končí na rychlou, bujarou notu.

## Inscenační historie
Mimo Francii vyvezlo Chrupželeza na svých zájezdech prvně samotné divadlo Bouffes-Parisiens. Již 1. července 1857 ho hrálo v londýnském St James's Theatre, kde mělo plodnou letní sezónu. V prosince 1858 připravilo vlastní inscenaci bruselské Théâtre des Bouffes de Bruxelles.
Oproti tomu ve střední Evropě (s centrem ve Vídni), kde se Offenbachova díla od roku 1858 lavinovitě šířila, o tuto operetu zájem nebyl. Alois Pokorny, ředitel Divadla na Vídeňce, prosil roku 1859 Offenbacha o partitury pro své divadlo, ale současně ho žádal, aby neposílal díla typu Ba-ta-clan nebo Chrupželezo, „protože naši němečtí herci a zpěváci nejsou v parodickém žánru zběhlí“. Byla oznamována pro hostování Bouffes-Parisiens v Berlíně v létě 1858, ale nakonec se na program nedostala. Vídeňská část turné tehdy odpadla, a proto zde Bouffes-Parisiens Chrupželeza uvedly až o čtyři roky později, při hostování v divadle Theater am Franz-Josef-Kai 1. června 1862. Přijetí bylo špatné. Jak psal časopis Wiener Theater-Chronik, je Chrupželezo „parodistická rytířská komedie, jakých však máme v němčině plno a lepších, takže namísto pobavení nudila“. Vlastní premiérovou inscenaci Chrupželeza ve střední Evropě tak uvedlo netradičně maďarské divadlo, totiž Lidové divadlo (Népszínház) v Budíně. Premiéra se konala 25. února 1864 v překladu Pála Tarnaye (Madarassyho) pod názvem Vasgyúró, a legeslegutolsó lovag.

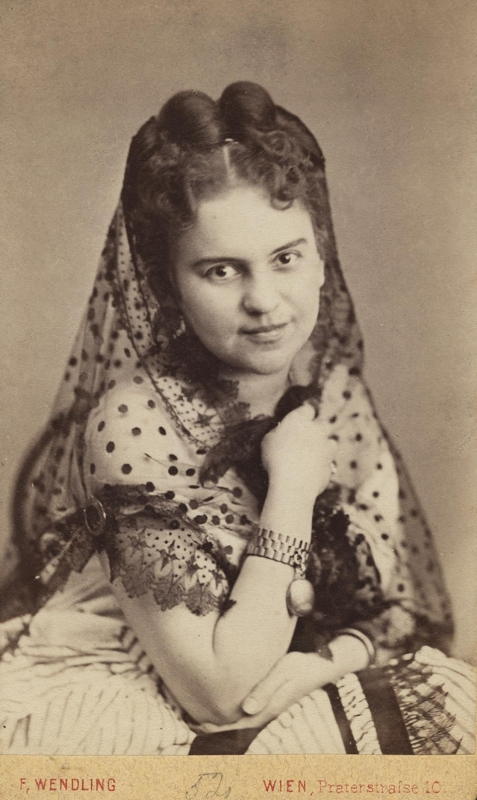
O úspěch první vídeňské inscenace Chrupželeza se zasloužila především zpěvačka Josefine Gallmeyerová

Teprve na podzim téhož roku se hrál Chrupželezo poprvé v němčině. Premiéra se konala 1. října 1864 ve vídeňském Divadle na Vídeňce pod názvem Ritter Eisenfraß, der letzte der Palladine. Zvolil si ji k benefici Albin Swoboda, hrající Ramasse-ta-tête (v německé verzi „Schneid-Kopf-ab“); titulní roli („Eisenfraß“) hrál Carl Adolph Friese, jeho podkoního („Feuerteufel“) Karl Blasel, princeznu („Hollerblüh“) Josefine Gallmeyerová a jejího otce („Pechvogel“) Karl Mathias Rott. Jacques Offenbach, který v té době pobýval ve Vídni a připravoval premiéru svých Rýnských rusalek ve Dvorní opeře, dirigoval premiéru. Ta měla tentokrát úspěch („nebi budiž sláva, šlo to zázračně“, pochvaloval si Offenbach), skladatel byl vyvoláván stejně jako účinkující, které chválila i kritika; sympatie diváků, byť nikoli všech recenzentů, měla operetní hvězda Josefine Gallmeyerová. Kus samotný uváděl vídeňskou kritiku do rozpaků: „Obsah textu se dá stěží převyprávět, protože tato chaotická věc, kam se přitáhlo všechno možné, aby všechno skončilo bez nejmenšího ladu a skladu, se vzpírá každému popisu,“ stěžovaly si Blätter für Musik, Theater und Kunst. „Už přílišné pěstování parodistického směru se mstí; Rytíř Chrupželezo však patří k takovému žánru, který nezesměšňuje nějaké určité umělecké dílo, uměleckou osobnost nebo školu, ale úplně jednoduše zdravý lidský rozum, a pokud se něco takového stane denní stravou, nevím, jak má pak publikum nalézt chuť na něco rozumnějšího,“ psal deník Wiener Zeitung. Recenzent listu Das Vaterland: „Offenbachův Rytíř Chrupželezo je kankán, kankán slovem, situacemi, tancem i hudbou […] Text, který byl mimochodem přetlumočen do němčiny nikoli bez humoru, je bujný galimatyáš, jaký dokáže zplodit jen rozdováděnost ve své nejveselejší náladě, a hudba, která si někdy libuje v protikladech, ale i ze zdánlivě vážných akordů nechává zaznít kankán, s textem srdnatě drží krok.“ Noviny Neue Freie Presse, jejímž hudebním referentem byl Eduard Hanslick, nebyly nadšeny: „O hudbě dnes nechceme nic více říci: ví se už od prvního uvedení této operety […], že nepatří nepatří mezi Offenbachovy lepší věci. S výjimkou předehry a duetu mezi panem Swobodou a slečnou Gallmeyerovou také všechna ostatní čísla prošla bez účinku.“ Příznivěji soudil časopis Wiener Theater-Chronik, který po popisu nadšení obecenstva tvrdil, že „pokud jde o hudební část této operety, může se i kritika k tomuto příznivému soudu vcelku připojit“.
Premiérové očekávání triumfu se však ukázalo poněkud nadhodnocené a další úspěch inscenace zabrzdil na jaře 1865 odchod Josefiny Gallmeyerové do konkurenčního divadla Carltheater; její nástupkyně Albertine Stauberová ji nedokázala v roli princezny plně nahradit. Chrupželezo dosáhl do konce sezóny 15 repríz, což nebyl zjevný neúspěch, ale ani zvláštní úspěch; jednalo se přece jen o starší dílo (trhákem sezóny byla v Divadle na Vídeňce Krásná Helena jakožto žhavá novinka). V červenci roku 1873 uzavřelo Divadlo na Vídeňce výměnnou dohodu s divadlem Carltheater (kde byla angažována Gallmeyerová) týkající se několika většinou Offenbachových děl včetně Chrupželeza, avšak tato výměna nevedla k nové inscenaci v Carltheatru.
15. března 1865 měl Chrupželezo premiéru v Thalia-Theater ve Štýrském Hradci s Ignatzem Czernitsem v titulní roli. Podle tisku se však tato fraška, přes dobré výkony účinkujících, netěšila u obecenstva velké přízni. Deník Grazer Zeitung dokonce Chrupželeza označil za „křiklavou hudební pitomost“ a stěžoval si: „Věru nevíme, kde by mělo obecenstvo brát tolik trpělivosti, aby takovéto zmetky vyposlechlo až do konce.“ 22. ledna 1869 se jej odvážilo uvést divadlo v Salcburku. Tisk konstatoval: „Offenbachovu operetní burlesku Ritter Eisenfraß jsme viděli zřejmě poprvé a naposled; hloupější libreto a bezvýraznější, nudnější hudba nám už dlouho nebyly předvedeny. Nonnunquam ipse dormitat Offenbach.“ Do českých zemí Chrupželezo v německé ani české podobě dosud nedorazil.
V červenci roku 1865 představili Chrupželeza vídeňští zpěváci Albin Swoboda a Josefine Gallmeyeová při svém hostování v berlínském divadle Wallner-Theater společně s jinou v Německu dosud neznámou Offenbachovou operetou, Slečna v loterii. Podle berlínského tisku však obě „se ve své stávající, stejně nudné jako pošetilé podobě, přes řadu hezkých hudebních čísel, které zručnému a pikantnímu skladateli nemůžeme upřít, nedokázaly před naším publikem prosadit; obě operety byly rozhodně odmítnuty, první z nich [tj. Chrupželezo] mohla být jen stěží dohrána do konce.“ Podle jiné zprávy tento ušlechtilý rytíř vyvolal „běsnící nevoli“ a „utrpěl bouřlivé fiasko, jaké toto divadlo ještě nezažilo“. Není proto divu, že soudobá německá divadla Chrupželeza do svého repertoáru nezařadila.
Ve Španělsku se tato opereta dávala poprvé 27. dubna 1871 pod názvem El caballero feudal nebo El último paladín v madridském Teatro del Circo (společnost Bufos Arderius); překlad pořídil Salvador María Granés. V Itálii byl Chrupželezo hrán nejprve ve francouzštině. Na repertoáru ho měla zejména společnost divadelního podnikatele Eugèna Meynardiera, která ho uvedla 21. prosince 1867 poprvé v malém turínském divadle nazvaném Soirées Parisiennes; 8. ledna 1871 měl Chrupželezo premiéru v Miláně. Roku 1874 odkoupilo práva pro Itálii od nakladatelství Heugel italské nakladatelství Sonzogno, ale o inscenacích v italštině nejsou zprávy.
Ve Velké Británii uvedl Chrupželeza pod názvem The Last of the Paladins divadelní podnikatel Thomas German Reed ve svém londýnském divadle zvaném Gallery of Illustration dne 23. prosince 1868. Na jiná anglickojazyčná jeviště však tato burleska ve své době neprorazila. Roku 1866 se hrál ve francouzském originále v Kodani.

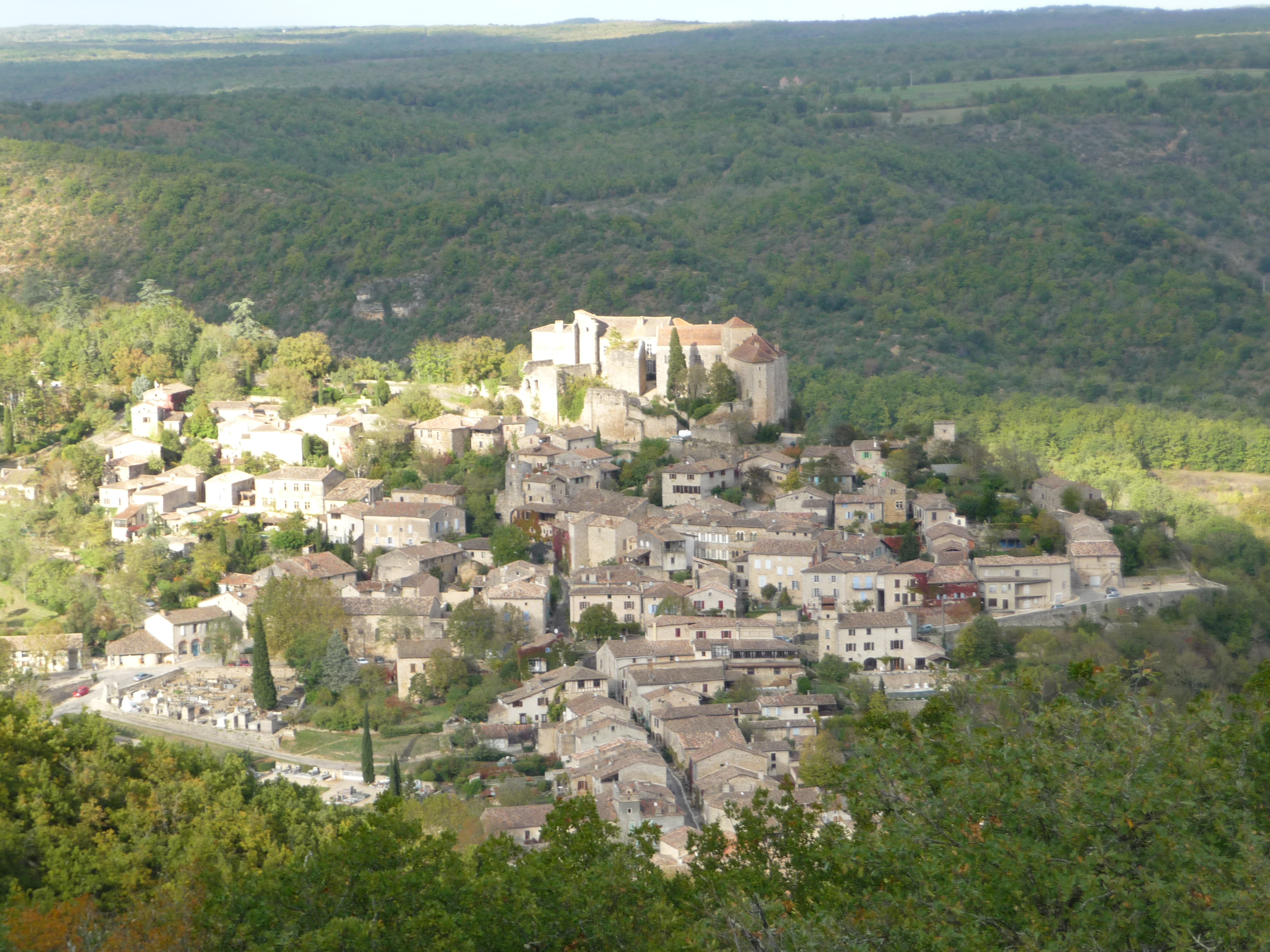
Francouzský hrad Bruniquel, místo dvou moderních inscenací Rytíře Chrupželeza

Ve své době byly absurdní humor a parodicky satirická stránka Offenbachova díla mimo sofistikované prostředí Paříže méně oceňovány, až od počátku 20. století je tento typ humoru, který právě v Chrupželezovi převládá, více oceňován. Chrupželezo se v současnosti hraje poměrně často, přestože například rozměrná operní parodie tvořící duet mladého páru už je dnes rozšifrovatelná jen pro skutečné znalce. Bláznivá parodie dramat ze středověku, navíc jako stvořená pro letní hudební festivaly, však dnešní diváky oslovuje. Mezi moderními inscenacemi lze jmenovat uvedení roku 1995 na Festivalu Jacquese Offenbacha v Bad Ems, v letech 1997 a 2002 na festivalu na hradě Bruniquel, přičemž druhá inscenace poprvé představila nové kritické vydání offenbachovského badatele Jeana-Christopha Kecka. Roku 2011 Chrupželeza nastudoval Operettenensemble Zwischenspiel Wetzlar 2011, téhož roku se hrála na festivalu Opéra de Barie. Roku 2012 ho nastudovala francouzská divadelní společnost Les Brigands, která ho hrála více než 60krát, včetně na festivalu ve Spoletu roku 2015. Z roku 2014 pochází inscenace pařížské společnosti Péniche Opéra (řídil Jean-Christophe Keck).
Jako řídký případ nastudování velkého „oficiálního“ divadla připravila v prosinci 2016 inscenaci Chrupželeza – v kombinaci s jinou Offenbachovou jednoaktovkou Dragonette – Státní opera Stara Zagora; uvedla ji také na zájezdech v Sofii, Plovdivu a Gorne Orjachovici. Z téhož roku je úspěšná „montypythonovská“ inscenace anglické společnosti „Opera della Luna“, hraná v kombinaci s Ostrovem Tulipatan pod názvem Tales of Offenbach. Roku 2017 nastudovala Chrupželeza pařížská poloprofesionální společnost OpérActing. Téhož roku uvedl J.-C. Keck koncertní představení ve foyer Odéonu v Marseille a v témže městě Chrupželeza roku 2019 uvedla Compagnie Lazara.
V německy mluvícím prostoru si našla oblibu adaptace na dětskou operu Ritter Eisenfrass Wiebke Hetmanekové a Johanna Casimira Euleho, k níž Offenbachovu hudbu upravil Samuel Bächli. Od premiéry ve švýcarském divadle Theater Biel-Solothurn se hrála na řadě dalších míst.

## Osoby a první obsazení

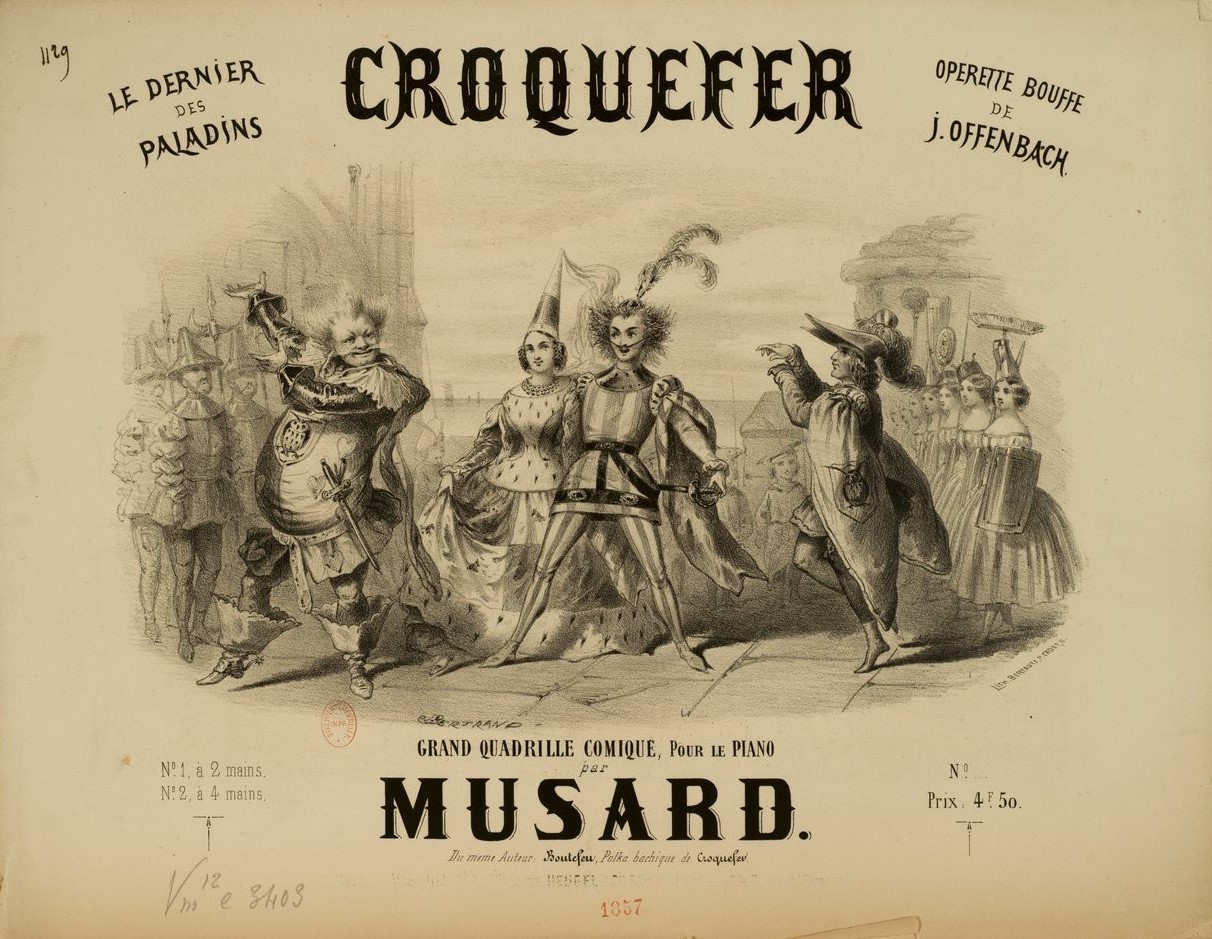
Závěrečná scéna z operety Rytíř Chrupželezo aneb Poslední z paladinů v první inscenaci. V popředí Étienne Pradeau jako Croquefer, Marie-Aurélie Mareschalová jako Fleur-du-Souffre, Henri Tayau jako Ramasse-ta-Tête a Léonce jako Boutefeu

| osoba                                                                     | hlasový obor        | světová premiéra (12.2.1857)    | vídeňská premiéra (1.10.1864) |
| ------------------------------------------------------------------------- | ------------------- | ------------------------------- | ----------------------------- |
| Croquefer, rytíř bez bázně a studu                                        | tenor               | Étienne Pradeau                 | Carl Adolph Friese            |
| Boutefeu, jeho tvrdohlavý podkoní                                         | tenor               | Léonce (vl. jm. Édouard Nicole) | Karl Blasel                   |
| Ramasse-ta-Tête, šlechtic plný vervy a ducha, Croqueferův synovec         | tenor               | Henri Tayau                     | Albin Swoboda                 |
| Mousse-à-Mort, neúplný rytíř, otec Fleur-de-Soufre                        | němá role (baryton) | Michel                          | Karl Mathias Rott             |
| Fleur-de-Soufre, osudem pronásledovaná princezna sníživší se k travičství | soprán              | Marie-Aurélie Mareschal         | Josefine Gallmeyer            |
| Ozbrojenci, ozbrojení vazalové a děti                                     |                     |                                 |                               |
| Dirigent:                                                                 | Dirigent:           | Jacques Offenbach               | Adolf Müller senior           |

## Děj operety
(Vrcholek pobořené hradní věže) Podkoní Boutefeu prohlíží z věže dalekohledem krajinu. Jeho pán Croquefer se ujišťuje, že se neblíží žádní nepřátelé, než se za ním odhodlá vystoupat. Jenže přitom zakopne, spadne se schodů a při pádu spolkne svou šavli – jedinou zbraň, která se na hradě nachází. A přitom se právě blíží Croqueferův dědičný nepřítel Mousse-à-Mort se šesti ozbrojenci, nepochybně proto, aby dostal zpět svou dceru Fleur-de-Soufre, kterou Croquefer již dva týdny vězní. Croqueferův hrad už věru není na nějaké boje připraven a rytíř zasněně vzpomíná na minulé doby, kdy měl krásný hrad, hluboké lesy, ctnou ženu… (č. 1 balada Mon château qu'il était chic!). Jenže ve tři sta let trvající válce mezi jeho a Mousse-à-Mortovým rodem vzalo vše za své. Unavený Croquefer je hotov se vzdát a odevzdat svému sokovi klíče od hradu, ale Boutefeu ho od toho zrazuje a vymýšlí lsti, jak nad nepřítelem zvítězit nebo ho alespoň zastrašit. Mimo jiné rozestavuje výkladní figuríny v rytířském oděvu, aby Mousse-à-Mort nepoznal, že na hradě není žádná posádka.
Přichází Mousse-à-Mort se svými ozbrojenci. V křížových válkách ztratil nohu, ruku, oko a dokonce i jazyk, takže se dorozumívá pomocí tabulí s nápisy. Boutefeu ho přijímá obřadně (č. 1a orchestr). I Croquefer s ním jedná svrchu a nechává přivést Fleur-de-Soufre. Mousse-à-Mort chce bojovat, Croquefer by mu už málem vydal podle svého plánu klíče, ale Boutefeu mu v tom zabrání, takže Mousse-à-Mort odchází s příslibem války do posledního muže. Croquefer zuří na svého podkoního.

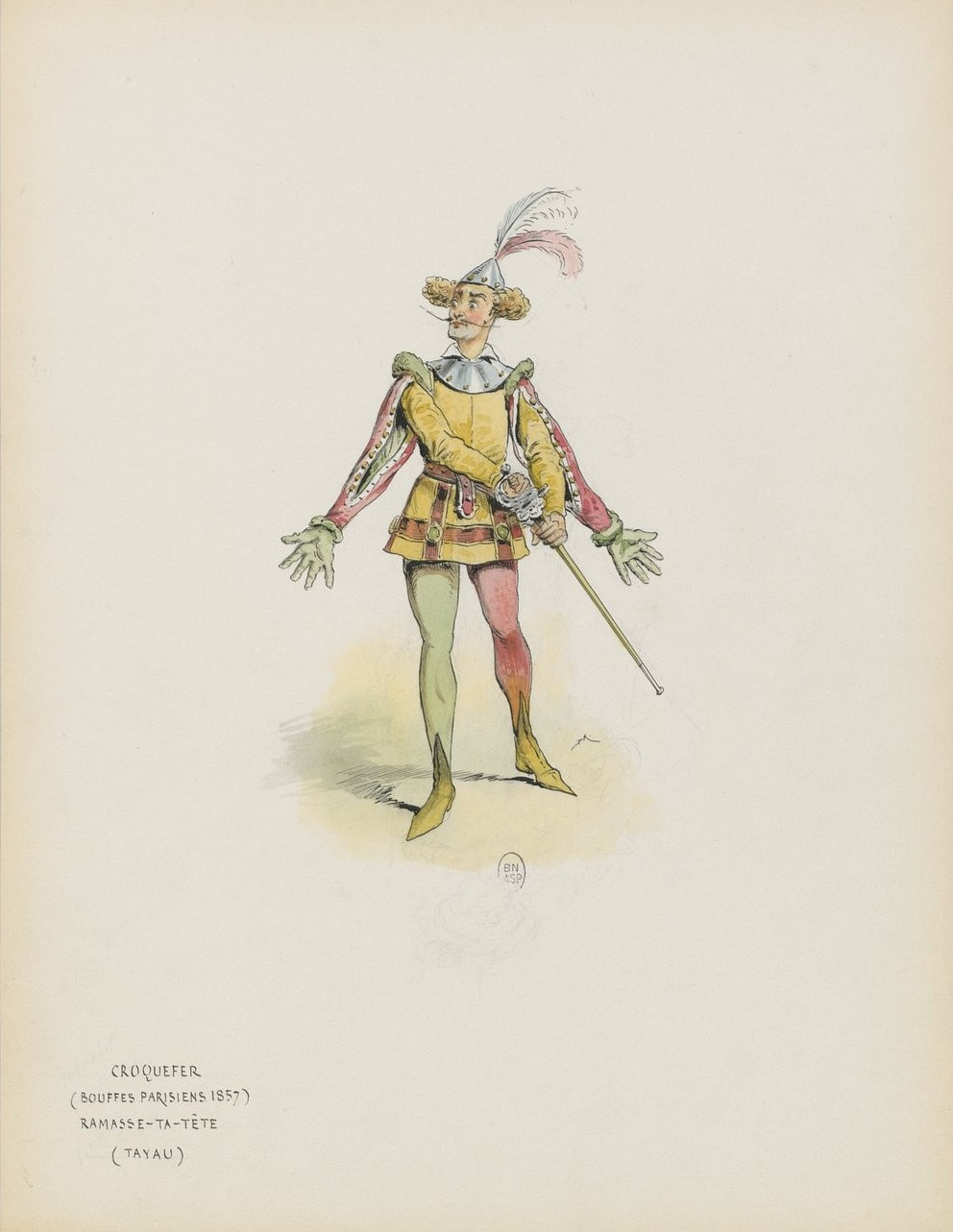
Henri Tayau jako Ramasse-ta-Tête v Chrupželezovi, kostýmní náčrt Dranera

Právě vhod přichází Croqueferův synovec, chrabrý rytíř Ramasse-ta-Tête. Croquefer a Boutefeu mu předkládají svůj spor a sebevědomý mladík se staví na stranu podkoního: je třeba bojovat (č. 2 tercet Ou, c'est moi comme Mars en Carême … Mon bras est en acier). Boutefeu a Ramasse-ta-Tête připravují ke Croqueferovu zklamání tuhou obranu. Všichni hrdinní Croqueferovi vazalové již padli, ale jejich vdovy, sestry a děti jsou stále na hradě a obstarávají kuchyni: vyzbrojeny kuchyňským nářadím budou Mousse-à-Mortovým žoldnéřům více než důstojným soupeřem.
Croquefer tedy ustupuje a svoluje k boji. Pověřuje Ramasse-ta-Têta, aby dohlédl na Mousse-à-Mortovu zajatou dceru. Ramasse-ta-Tête tedy hlídá před šatlavou, ale když uvidí Fleur-de-Soufre a ona jeho, poznávají v sobě milence, které osud rozdělil. Ramasse-ta-Tête se nachází v dilematu, zda dát přednost své rytířské cti a oddanosti strýci, nebo své lásce, ale dívčino naléhání a připomínky dřívějších milostných přísah jej pohnou k rozhodnutí utéci – a to do Paříže. A když se ukáže, že Fleur-de-Soufre nezná ples v Opeře ani kankán, popisuje jí Ramasse-ta-Tête, o jaké zázraky přichází (č. 3 duet Comment! c'est vous, un gentilhomme, Ramasse-ta-Têtův kuplet C'est un temple, vois tu a č. 3a duet-kvapík Entends-tu le grelot du postillon au galop?).
Ke kankánu se připojují i Boutefeu a Croquefer a rozjásaný tanec zastaví až rány z děla. Na Boutefeuovu radu hrozí Croquefer Mousse-à-Mortovi tím, že jeho dceři probodne srdce, pokud mu ji nedá za ženu; nechť přijde zpět ke svatebnímu jednání. Ramasse-ta-Tête je zděšen, ale Fleur-de-Soufre mu radí, aby zachoval chladnou hlavu. Zpozorovala totiž mezi lahvemi vína jednu s nálepkou „jed Borgiů“ a hodlá ji využít. Tutéž myšlenku pojal i Boutefeu. Fleur-de-Soufre nalije jed do červeného vína a potají před ním varuje otce i nápadníka; Boutefeu otráví bílé víno a varuje před ním svého pána a jeho synovce. V následujícím přípitku pijí tedy Croquefer a Boutefeu červené, Mousse-à-Mort bílé a z obou stran varovaný Ramasse-ta-Tête pro jistotu jamajský rum (č. 4 pijácká píseň À vos santés je bois. – Buvons!).
Na popud své dcery chce nyní Mousse-à-Mort využít toho, že jeho protivníci jsou otráveni, a znovu se chystá k boji. I Croquefer povolává z kuchyně svou „armádu“ (č. 4a a č. 4b orchestrální znělka, č. 5 pochod). Ale v okamžiku, když má zápas začít, zmocní se Mousse-à-Morta, Croquefera i Boutefeua žaludeční kolika (č. 6 kvintet Ô ciel! ô ciel! Grands dieux! que sens-je?). Všichni tři odbíhají do ústraní a v důsledku fyziologických pochodů získá nejen Croquefer zpět svou šavli, ale i Mousse-à-Mort svůj jazyk.
Když se protivníci vracejí, je pro Croquefera rozhodnuto. Už mu bojování leze krkem stejně jako jeho šavle a chystá se udělat to, co bylo od počátku jeho záměrem, totiž vzdát se svému sokovi. Ale Ramasse-ta-Tête ho zadrží: ať se jeho strýc neponižuje před jeho budoucím tchánem! Sňatek mladého rytíře s Fleur-de-Soufre ukončí třistaleté dědičné nepřátelství. Ke šťastnému konci přináší Boutefeu právě dorazivší dopis: autoři této ztřeštěné komedie byli právě polapeni a jsou odváženi do blázince. Postavy prosí diváky o odpuštění za tolik nehorázností a loučí se reprízou pijácké písně a vojenského pochodu (č. 7 finále Ô vous tous qui m'écoutez).

## Instrumentace
Dvě flétny (2. též pikola), hoboj, dva klarinety, fagot; dva lesní rohy, dvě trubky, pozoun; tympány, bicí souprava; smyčcové nástroje (housle, violy, violoncella, kontrabasy).

## Nahrávky
- 1977 (CD Hamburger Archiv für Gesangskunst 32100) Zpívají: (Eisenfraß/Croquefer) Marin Vantin, (Feuerstein/Boutefeu) Karl Ernst Mercker, (Schädelbrecht/Rammass'-ta-tête) Donald Grobe, (Schlagetot/Mousse-à-mort) Manfred Rörh, (Schwefelblüte/Fleur-de-soufre) Lucy Peacock. Radio-Sinfonie-Orchester Berlin řídí Caspar Richter (v němčině)
- 1981 (rozhlasová nahrávka, CD 2004 Bourg BGC 09) Zpívají: (Croquefer) Jean Kriff, (Boutefeu) Jean De Beer, (Rammass'-ta-tête) Regis Wilem, (Mousse-à-mort) Gérard Chapuis, (Fleur-de-soufre) Chantal Reyjal. Orchestr Ensemble Instrumental řídí Louis-Vincent Bruère.
- Celé představení Chrupželeza (a předtím operety Dva slepci) je součástí televizního filmu Offenbachs Geheimnis (Offenbachovo tajemství) maďarského režiséra Istvána Szabó z roku 1996.[59]